# Uroš I
Uroš I van Raška (Servisch: Урош I Вукановић, Uroš I Vukanović), (ca. 1080 - na 1130), was Servisch grootžupan van ongeveer 1118 tot 1140. Uroš was (waarschijnlijk) de neef van Vukan (eerder dan zijn zoon). 
Nadat Vukan ca. 1095  door Byzantium verslagen was, moest hij zich onderwerpen aan de keizer en twintig gijzelaars uitleveren. Uroš was een van deze gijzelaars. Vukan overleed in 1112 en Uroš volgde hem op als leider van Servië. Het Byzantijnse leger viel in ca. 1113 de buurstaat Duklja binnen en prins Đorđe vluchtte naar Uroš. In 1125 verdreef Uroš prins Grubeša die door de Byzantijnen in Duklja was geïnstalleerd. Đorđe werd weer prins van Duklja maar het duurde niet lang voor het Byzantijnse Rijk weer ingreep. In 1126 moest Uroš de Byzantijnse heerschappij erkennen. Đorđe werd gevangengezet en vervangen door Gradinja, die uiteindelijk goede banden met Uroš ontwikkelde. 
Uroš trouwde met Anna Diogenissa, een Byzantijnse edelvrouw. Zij was dochter van Konstantinos Diogenes, zoon van Romanos IV Diogenes, en Theodora Komnene, zuster van Alexios I Komnenos en dus dochter van Anna Dalassene. Ze kregen de volgende kinderen:
- Uroš II
- Desa van Raška
- Helena van Servië, koningin en regentes van Hongarije
- Beloš, paltsgraaf en opperbevelhebber van Hongarije
- mogelijk Zavida (stamvader van de latere Nemanjić-dynastie)